# Fleurines (Oise)
Fleurines ist eine französische Gemeinde mit 1927 Einwohnern (Stand 1. Januar 2022) im Département Oise in der Region Hauts-de-France. Sie gehört zum Arrondissement Senlis und zum Gemeindeverband Senlis Sud Oise.

## Lage
Die Gemeinde Fleurines liegt mitten im Waldgebiet Forêt d'Halatte innerhalb des Regionalen Naturparks Oise-Pays de France, fünf Kilometer nördlich von Senlis sieben Kilometer östlich von Creil. Angrenzende Gemeinden sind Pont-Sainte-Maxence, Verneuil-en-Halatte, Villers-Saint-Frambourg-Ognon mit Villers-Saint-Frambourg, Beaurepaire und Chamant.
Vom Ende des 19. Jahrhunderts bis 1984 war die Feldbahn von Fleurines und Villers-Saint-Frambourg nach Pont-Sainte-Maxence in den Sandgruben um Fleurines in Betrieb.

## Bevölkerungsentwicklung
| Jahr                       | 1962 | 1968 | 1975 | 1982 | 1990 | 1999 | 2010 | 2021 |
| -------------------------- | ---- | ---- | ---- | ---- | ---- | ---- | ---- | ---- |
| Einwohner                  | 622  | 815  | 1400 | 1589 | 1494 | 1764 | 1835 | 1827 |
| Quellen: Cassini und INSEE |      |      |      |      |      |      |      |      |

## Sehenswürdigkeiten
- Prioratskloster Saint Christophe, erbaut im 11. Jahrhundert
- Kirche Saint-Gilles, erbaut im 14. und 15. Jahrhundert, mit einer Glasmalerei, welche die Legende des heiligen Hubertus darstellt
- Schloss Saint Christophe aus dem 18. Jahrhundert (Barock)

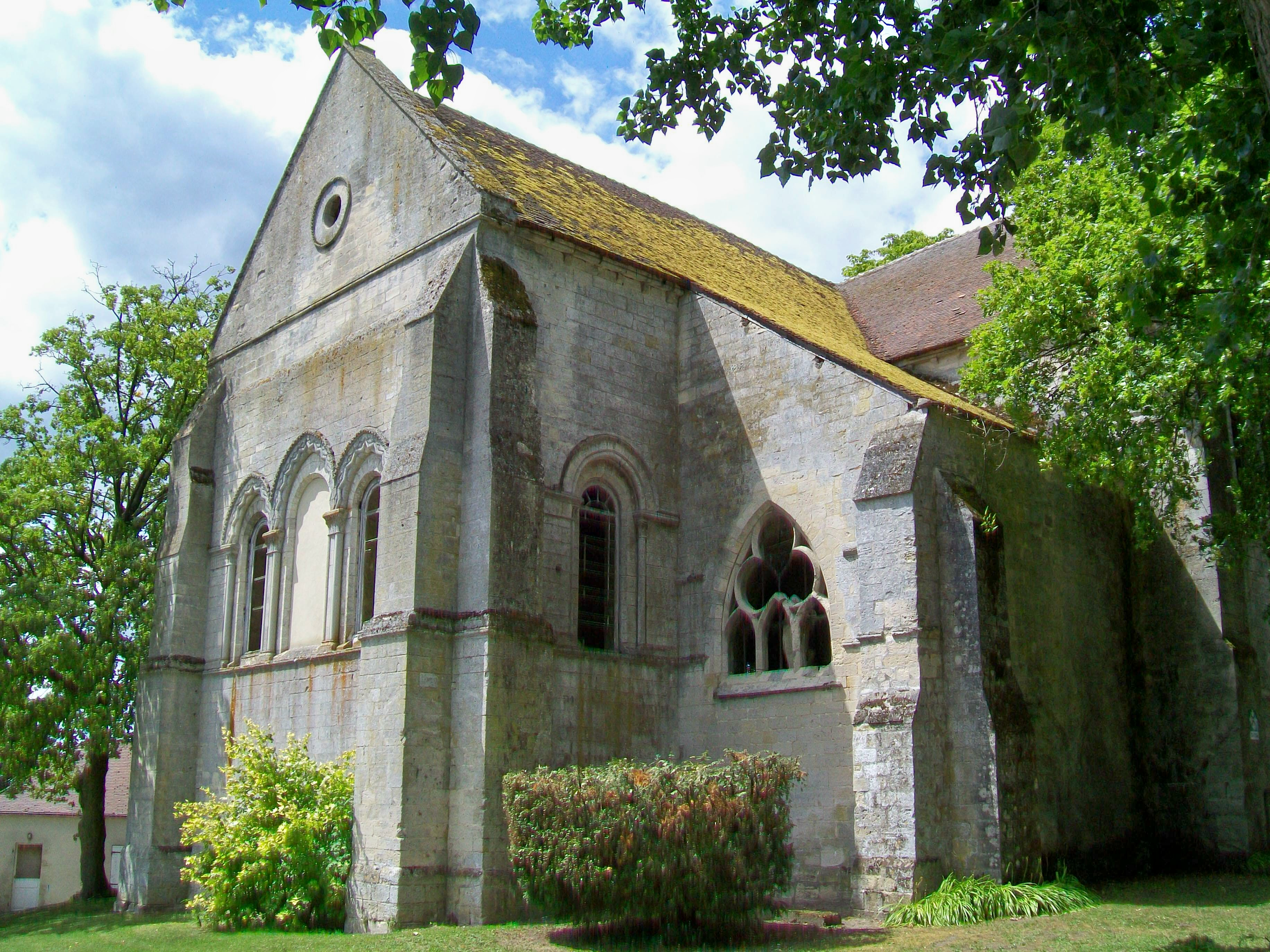
Ruine der Kapelle des ehemaligen Prioratskloster Saint-Christophe
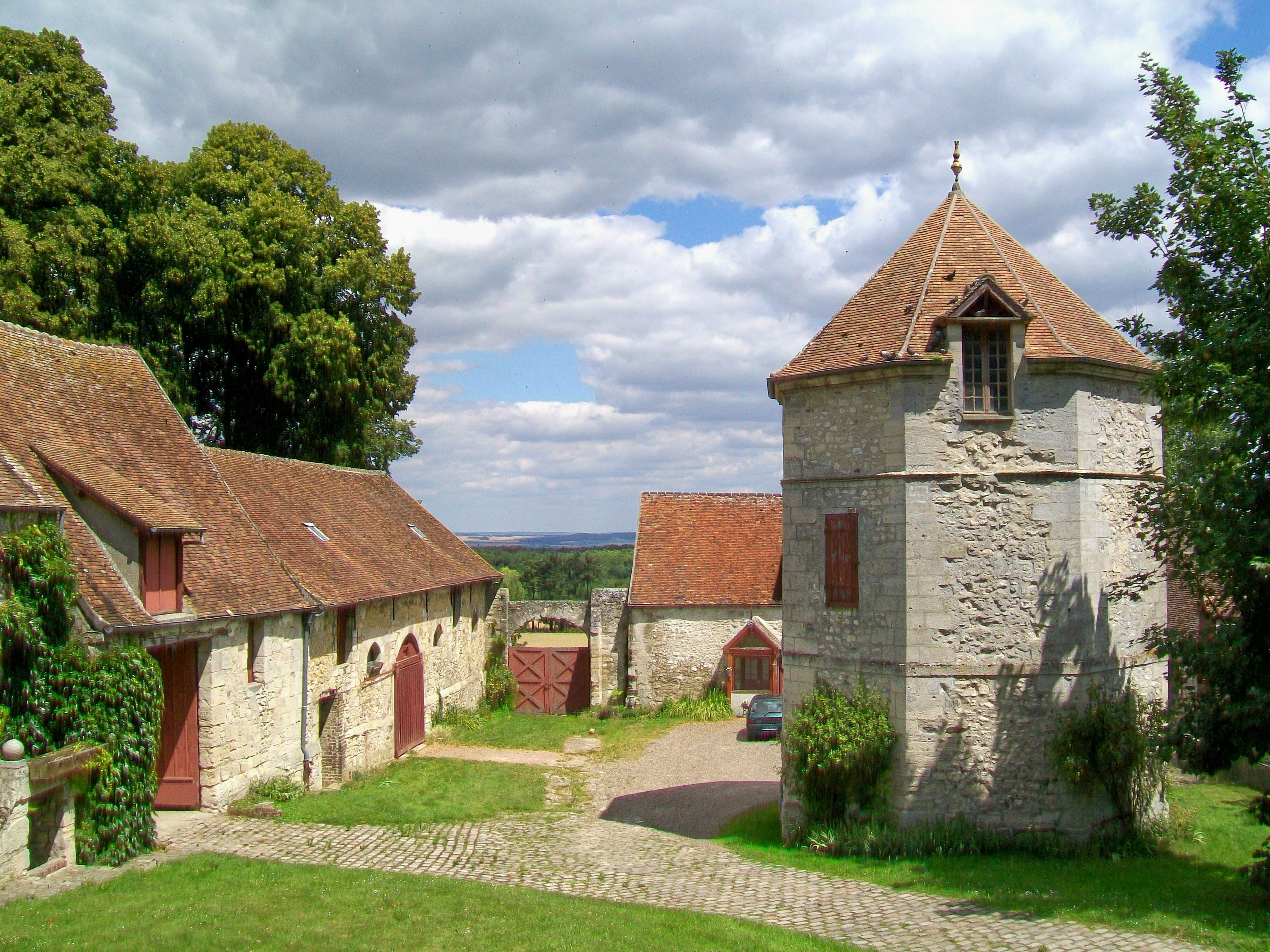
Taubenturm des ehemaligen Klosters
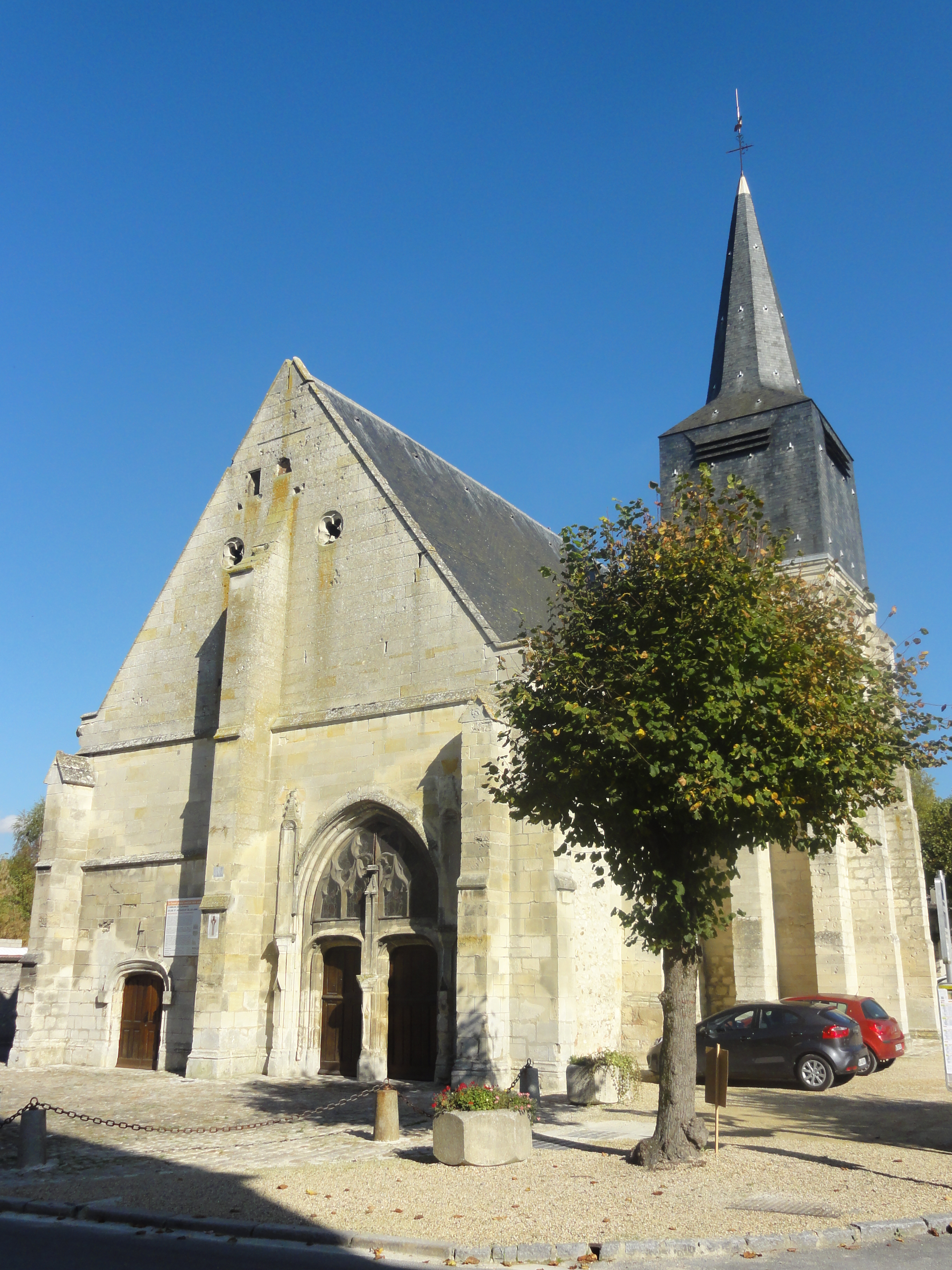
Kirche Saint-Gilles
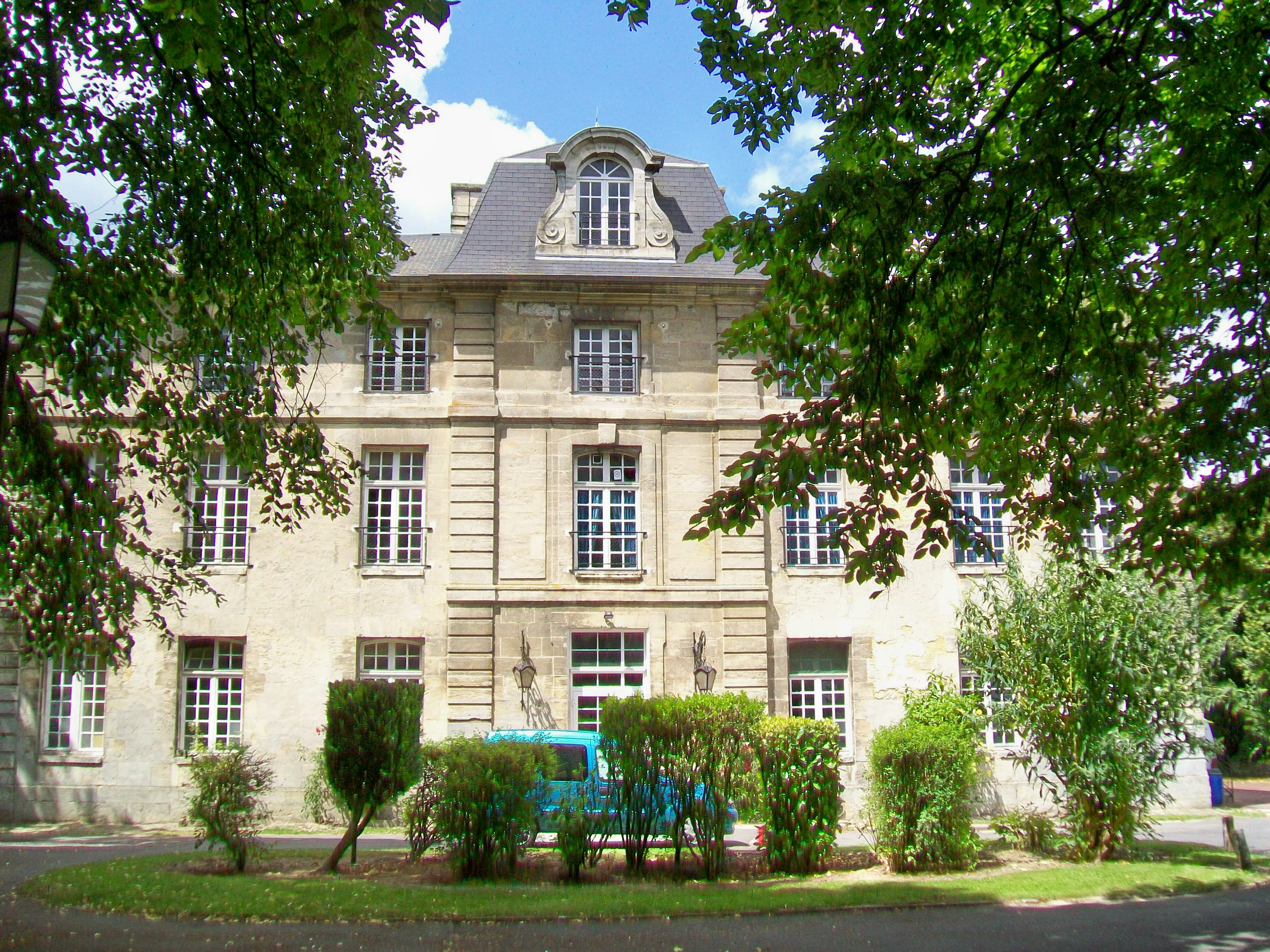
Barockschloss Saint-Christophe
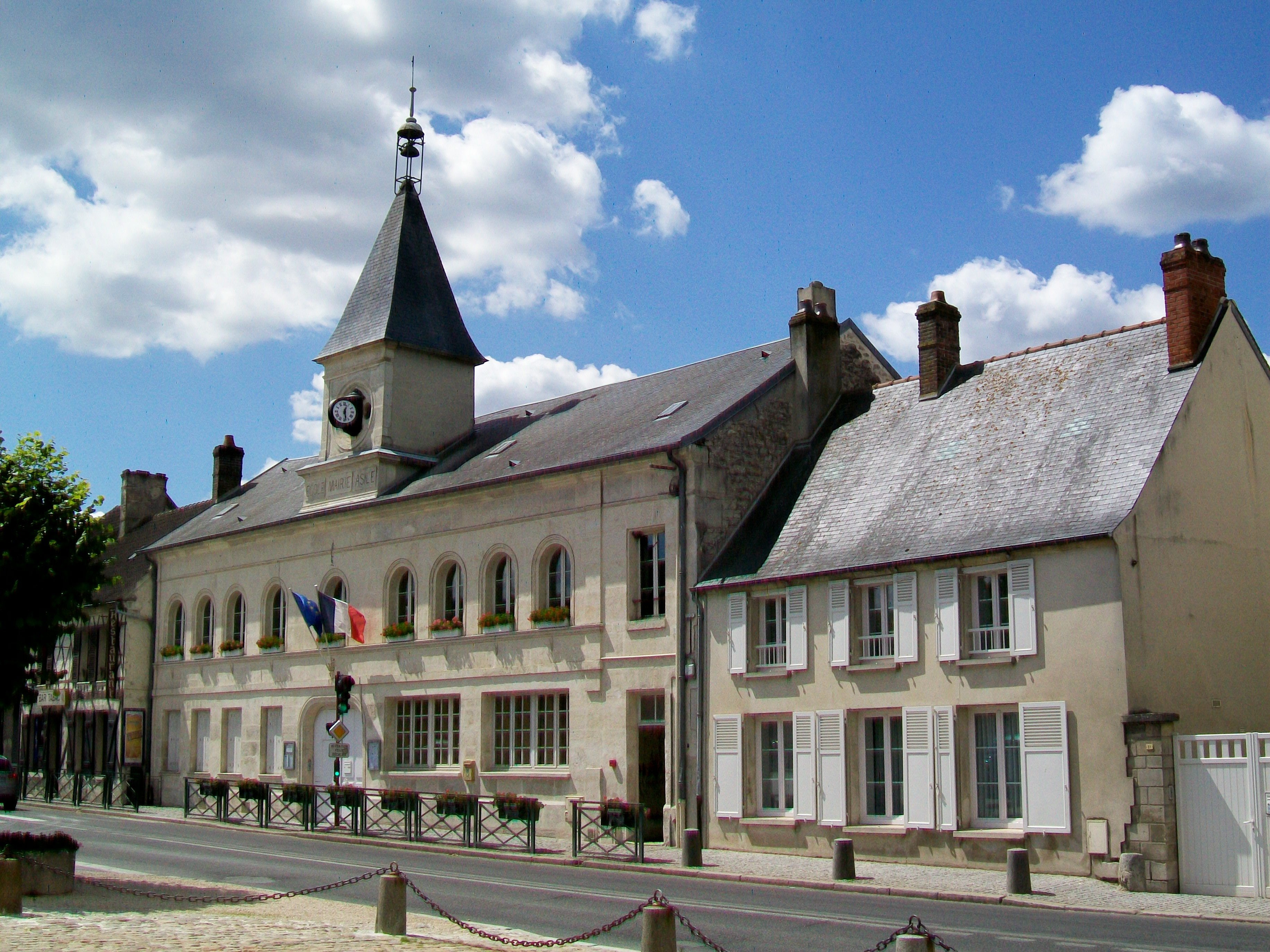
Rathaus (mairie)
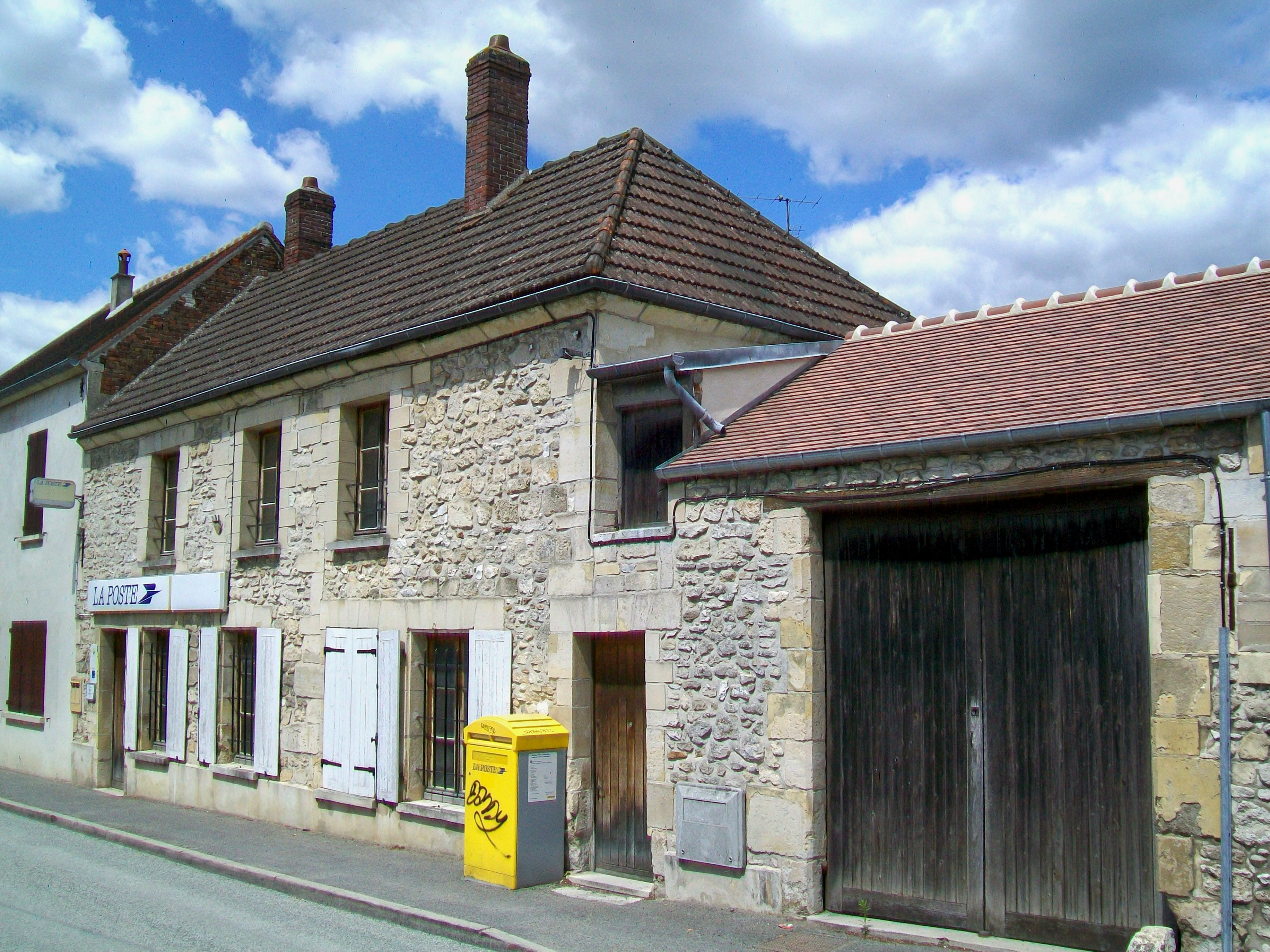
Postamt